# Партизанская (платформа в Ленинградской области)
Партиза́нская — остановочный пункт в черте посёлка и станции Толмачёво Лужского района Ленинградской области на линии Санкт-Петербург — Луга. Расположена в южной части посёлка на левом берегу реки Луга.

## История
Ранее называлась 125 км. 16 мая 2001 года её назвали железнодорожной платформой Партизанская — в память о партизанах, сражавшихся в годы Великой Отечественной войны в Ленинградской области. До Великой Отечественной войны железная дорога здесь была двухпутной, после войны восстановлена как однопутная.
В 1971 году через остановочный пункт прошла электрификация однопутного участка Сиверская - Луга-I напряжением 3,3 кВ постоянного тока. Тогда же была сооружена высокая боковая пассажирская платформа.
В 1986 году на участке от ст. Сиверская до ст. Луга-I в связи с увеличением пар электропоездов и пропускной способности был сооружен и электрифицирован напряжением 3,3 кВ постоянного тока второй главный путь и в том же году построена вторая высокая пассажирская боковая платформа для электропоездов по направлению "Луга-I - Ленинград".

## Современное состояние
Продажа билетов не осуществляется.
По направлению движения Луга — Гатчина имеется заброшенный подъездной путь бездействующего Лужского комбината железобетонных изделий (ЖБИ).
К северу от платформы железная дорога пересекается автодорогой 41А-186 (Толмачёво — автодорога «Нарва»).